# Johann Christian Friedrich Gutkaes senior

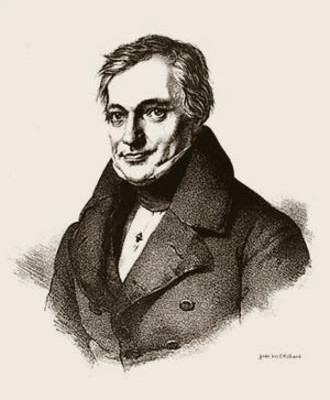
J. C. F. Gutkaes

Johann Christian Friedrich Gutkaes sen. (* 16. Juni 1785 in Dresden; † 8. August 1845 in Dresden) war ein deutscher Kleinuhrmacher (Taschenuhren) in Dresden und königlicher Hofuhrmacher von 1842 bis 1845.
Gutkaes wurde 1815 Uhrmachermeister und heiratete im selben Jahr die Tochter des damaligen Hofuhrmachers Johann Friedrich Schumann (1758–1817). Bekannt wurde Gutkaes durch seine 5-Minuten-Digitaluhr, also eine Uhr, die die Zeit in Ziffern in 5-Minuten-Intervallen anzeigte, in der ersten Dresdner Semperoper, die aber bei einem Brand 1869 zerstört wurde. Seine kleinen Taschenuhren waren zur damaligen Zeit eine Besonderheit.
Er gilt als Mitbegründer der Uhrenfabrikation in Glashütte, die maßgeblich durch seine Lehrlinge und Schwiegersöhne Ferdinand Adolph Lange und Friedrich August Adolf Schneider begründet wurde.